# Koulwoko (Diabo)
Pour les articles homonymes, voir Koulwoko.
Koulwoko, également orthographié Koulwogo, est une commune rurale située dans le département de Diabo de la province du Gourma dans la région de l'Est au Burkina Faso.

## Géographie
Koulwoko est situé à 7 km au Nord de Diabo, le chef-lieu du département, et à 3 km à l'Ouest de Tangaye.

## Santé et éducation
Le centre de soins le plus proche de Koulwoko est le centre de santé et de promotion sociale (CSPS) de Tangaye.